# Amblyomma scalpturatum
Amblyomma scalpturatum es una especie de garrapata dura del género Amblyomma, subfamilia Amblyomminae. Fue descrita científicamente por Neumann en 1906.
Se distribuye por Surinam, Bolivia, Brasil, Colombia, Ecuador, Guayana Francesa, Perú y Venezuela. Especie exclusiva de América del Sur, se sabe que parasita a tapires y suidos.